# Inventaris van het Bouwkundig Erfgoed
De Inventaris van het Bouwkundig Erfgoed is een juridisch vastgestelde lijst van bouwkundig erfgoed die werd opgesteld door het Vlaams Instituut voor het Onroerend Erfgoed. De inventaris werd  gepubliceerd in het Belgisch Staatsblad van 25 september 2009 waardoor het erfgoed uit de lijst een zekere vorm  van vrijwaring voor de toekomst geniet vanwege een aantal uitzonderingsmaatregelen die erop van kracht zijn.

## Geschiedenis
De eerste aanzet voor een inventarisatie van het erfgoed werd reeds in 1834 gegeven door een omzendbrief die de toenmalige minister van Binnenlandse Zaken Charles Rogier liet sturen naar de provinciegouverneurs met de vraag om een inventaris van het bouwkundig erfgoed op te maken.
In 1861 kwam er een Koninklijk Besluit waarin de in 1835 opgerichte Koninklijke Commissie voor Monumenten werd opgedragen een algemene inventaris op te stellen van de nationale kunstschatten die het behouden waard zijn. Er ontstonden een aantal provinciale initiatieven die echter vrij snel uitdoofden.
Pas na het uitbreken van de Eerste Wereldoorlog werden de eerste nationale initiatieven voor de inventarisatie van het erfgoed genomen. De Koninklijke Commissie stelde een lijst samen van alle gebouwen die zouden beschermd moeten worden. Deze lijst zou later de basis vormen voor de wederopbouw na de oorlog.
In 1923 stelde de commissie een reglement op voor de inventarisatie van het bouwkundig erfgoed. In Brussel verscheen in 1955 een elfdelige reeks Repertorium van het belangrijk cultuurbezit. Gebouwen en kunstwerken - Répertoire de biens culturels importants. Monuments et Œuvres d'Art waar per provincie en per gemeente de belangrijkste te vrijwaren kunstwerken en monumenten vermeld worden.
De inventarisatie van het Belgisch erfgoed liep ten opzichte van het buitenland een grote achterstand op waarop het ministerie van Nationale Opvoeding en Cultuur besliste om de inventarisatie van het bouwkundig erfgoed zelf aan te pakken.
Het was minister Renaat Van Elslande die in 1965 het initiatief nam  om het bouwkundig erfgoed nationaal te inventariseren volgens dezelfde criteria en methodiek. Als pilootproject werd het arrondissement Leuven uitgekozen. In 1967 werd de inventarisatie afgerond en onder minister Frans Van Mechelen werd de inventaris in 1971 in het Nederlands en het Frans gepubliceerd. Al het geïnventariseerde erfgoed werd erin beschreven en werd geïllustreerd aan de hand van foto's. In 1973 verscheen de laatste tweetalige publicatie over het arrondissement Nijvel.
Daarna gingen Vlaanderen en Wallonië hun eigen weg. In Vlaanderen werd de inventaris gepubliceerd in de boekdelen Bouwen door de Eeuwen Heen in Vlaanderen dat tot in 2001 zou lopen. Daarna werden de inventarissen per gemeente op PDF-files gepubliceerd. In Wallonie werd de inventaris gepubliceerd in de boekdelen Patrimoine monumental de la Belgique:Wallonie die werd afgerond in 1997. 
In Vlaanderen was ondertussen in 2004 het Vlaams Instituut voor het Onroerend Erfgoed (VIOE) opgericht. Deze instelling ging vanaf dan verder zorgen voor de beëindiging van de inventarisatie. De bestaande inventarissen werden vanaf 2005 opgeslagen in een databank die de naam Inventaris van het Bouwkundig Erfgoed kreeg en de inventarisaties van de overgebleven Vlaamse gemeenten werd aangepakt.

## Inventaris van het Bouwkundig Erfgoed
Door de langdurige periode die de inventarisatie in beslag nam in Vlaanderen (ruim 40 jaar) waren de oudste inventarissen uit de jaren 1960 totaal achterhaald in het begin van de 21ste eeuw. Naast het feit dat de criteria voor opname in de lijst in de loop der tijden versoepeld waren, waren ondertussen ook vele gebouwen gesloopt of verbouwd. 
Om het doel van de inventarisatie te kunnen bereiken, namelijk het zo veel mogelijk vrijwaren van het bouwkundig erfgoed voor de toekomst werd op 14 september 2009 een juridisch vastgestelde Inventaris van het Bouwkundig Erfgoed gepubliceerd door het VIOE met daarin circa 66.000 niet-verbouwde en niet-gesloopte relicten (van de in totaal circa 75.000 relicten). Hiervan zijn circa 12.000 relicten voorzien van een beschermingsdossier.  
De lijst verscheen op 25 september 2009 in het Belgisch Staatsblad waardoor het erfgoed sindsdien een zekere vorm van vrijwaring voor de toekomst geniet. Op het ogenblik van de publicatie van de lijst waren 302 van de 308 Vlaamse gemeenten geïnventariseerd. 
De vastgestelde inventaris wordt elk jaar geactualiseerd door middel van een nieuwe juridische vaststelling. In 2010 werden nog eens drie gemeenten toegevoegd aan de inventaris en in 2011 werden de laatste drie Vlaamse gemeenten geïnventariseerd. In totaal stonden er op dat ogenblik 72.229 relicten en 146 bouwkundige gehelen op de vastgestelde Inventaris van het Bouwkundig Erfgoed.

## Rechtsgevolgen
Het behoud van onroerend erfgoed werd wettelijk eerst geregeld door het Monumentendecreet van 3 maart 1976, nadien vervangen door het Onroerenderfgoeddecreet van 12 juli 2013, later meermaals gewijzigd.

### Niet-beschermd erfgoed
Door het juridisch vaststellen  van de inventaris zijn er een aantal rechtsgevolgen voor het niet-beschermd erfgoed.
- Voor de sloop van een gebouw is steeds een stedenbouwkundige vergunning vereist. Hierbij is de gemeente verplicht om de erfgoedwaarde af te wegen.
- Voor het plaatsen van zonnepanelen is steeds een stedenbouwkundige vergunning vereist.
- Zonevreemde gebouwen krijgen vlotter een nieuwe functie.
- Er mag afgeweken worden van de geldende normen inzake energieprestatiecoëfficiënt en binnenklimaat om de erfgoedwaarde in stand te houden
- Sociale huisvesting door renovatie wordt gestimuleerd.

### Vastgesteld onroerend erfgoed
De “vaststelling” gebeurt door de bevoegde minister en volgens een bepaalde procedure met een openbaar onderzoek. Van dan af gelden er enkele juridische beschermingsmaatregelen, maar minder uitgebreid dan bij een “bescherming”. Het beheer ervan is een gemeentelijke bevoegdheid. Onder bepaalde voorwaarden kan financiële ondersteuning verleend worden.

### Beschermd onroerend erfgoed
Er zijn vier mogelijke vormen van “bescherming”, eveneens beslist door de bevoegde minister: een beschermd monument, een beschermd cultuurhistorisch landschap, een beschermd stads- of dorpsgezicht en een beschermde archeologische site. Van dan af gelden er juridische beschermingsmaatregelen, uitgebreider dan bij een “vaststelling”. Zo is de sloop bijvoorbeeld in principe verboden. Het beheer ervan valt onder de gemeente, of het Agentschap Onroerend Erfgoed. Onder bepaalde voorwaarden kan financiële ondersteuning verleend worden.